# Christoph Gottfried Ungibauer

Christoph Gottfried Ungibauer

Christoph Gottfried Ungibauer (auch: Ungebauer; * 16. Januar 1701 in Schwarzbach (Greiz); † 1758 in Naunhof) war ein deutscher evangelischer Pfarrer, Autor theologischer Schriften und maßgeblicher Förderer des Kartoffelanbaus nahe Leipzig.

## Leben
Christoph Gottfried Ungibauer war ein Sohn des Pfarrers Johann Gottfried Ungibauer (1666–1740). An der Universität Jena studierte er zwischen 1721 und 1723 Theologie. Für die Familie von Ponickau war er zwischen 1725 und 1730 in Mügeln als Hauslehrer angestellt. 1732 trat er seine erste Pfarrstelle in Markersdorf bei Guben an, wohin ihn Baron von Schoenaich berufen hatte. Er wurde am 14. November 1732 ordiniert.
Durch Vermittlung seines Vaters wechselte er 1734 als Pfarrer nach Naunhof an die Stadtkirche Naunhof und nach Klinga, wo er bis zu seinem Tod tätig war.

## Schriften

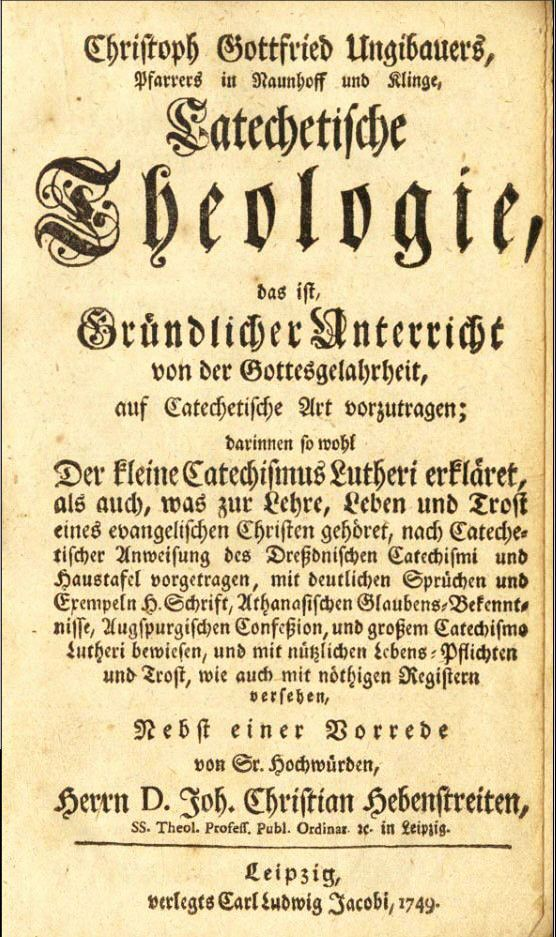
Titelblatt zu „Catechetische Theologie“

Ungibauer schrieb in den 1740er und 1750er Jahren theologische Werke, mindestens sieben davon wurden gedruckt. Hauptwerk ist seine nahezu 1300 Seiten starke Catechetische Theologie von 1749.

## Verdienste rund um die Kartoffel
Wohl bereits in seinen Jugendjahren lernte Ungibauer die Kartoffel kennen: 1690 ist die Kartoffel erstmals im Rittergut Lunzig bei Hohenleuben bezeugt, etwa 30 km von Ungibauers Geburtsort entfernt. Hier gab es 1722 Streit der Bauern mit dem Rittergut über die zusätzlichen Fronleistungen im Zusammenhang mit dem Kartoffelanbau.
Der Pfarrer kannte die sozialen Konflikte der Bauern, als er von Naunhof aus den Kartoffelanbau zu verbreiten versuchte, und wandte sich mit vermittelnden Vorschlägen an die Gutsbesitzer: So etwa, dass von den vergleichsweise hohen Erträgen beim Kartoffelanbau ein Teil den Bauern zustand, den sie als „Deputatlohn“ von den Gutsbesitzern als Entgelt für ihre Arbeit auf den Kartoffelfeldern erhielten. Damit wurde die Arbeit der Bauern auf den Rittergutsfeldern erstmals entlohnt und nicht ausschließlich als altherkömmliche festgelegte Fron gefordert.
Ungibauer scheint diese Art Reform offensichtlich bei seinem Patron, dem von Ponickau auf Pomßen und Naunhof, nicht gelungen zu sein. Offene Ohren fanden seine Vorschläge bei denen  von Bodenhausen auf Brandis und bei denen von Lindenau auf Machern.
In Naunhof, Brandis und Machern ist Ungibauer als Freund und Förderer des Kartoffelanbaus bis heute in Erinnerung geblieben, weil er die Kartoffel zuerst im Jahr 1734 in Naunhof auf dem Pfarrfeld kultivierte und veranlassen konnte, dass sie im Jahr 1740 auf dem Rittergut Machern auf 4,5 Hektar Feld angebaut wurde. Damit begann die Anbaugeschichte der Knollen in der Leipziger Pflege.

## Familie
- Mutter des Christoph Gottfried Ungibauer war eine geborene Tieroff. Ihr Vater, Christoph Tieroff war dort Pastor.
- Der Bruder des Christoph Gottfried Ungibauer, Johann Gottfried Ungibauer, wurde am 23. Mai 1697 in Schwarzbach geboren und am 26. Mai 1697 dort getauft.
- 1731 traten Christoph Gottfried Ungibauer und die Pfarrerstochter Rahel Sidonie Zeißler vor den Traualtar.[8] Ihre Tochter Charlotte Sidonie Ungibauer heiratete den Baalsdorfer Pfarrer Kuhl. Der Enkel Karl August Kuhl[9] war Medizin-Professor und Dekan an der Universität Leipzig und starb kinderlos 1840.[4]

## Ehrungen

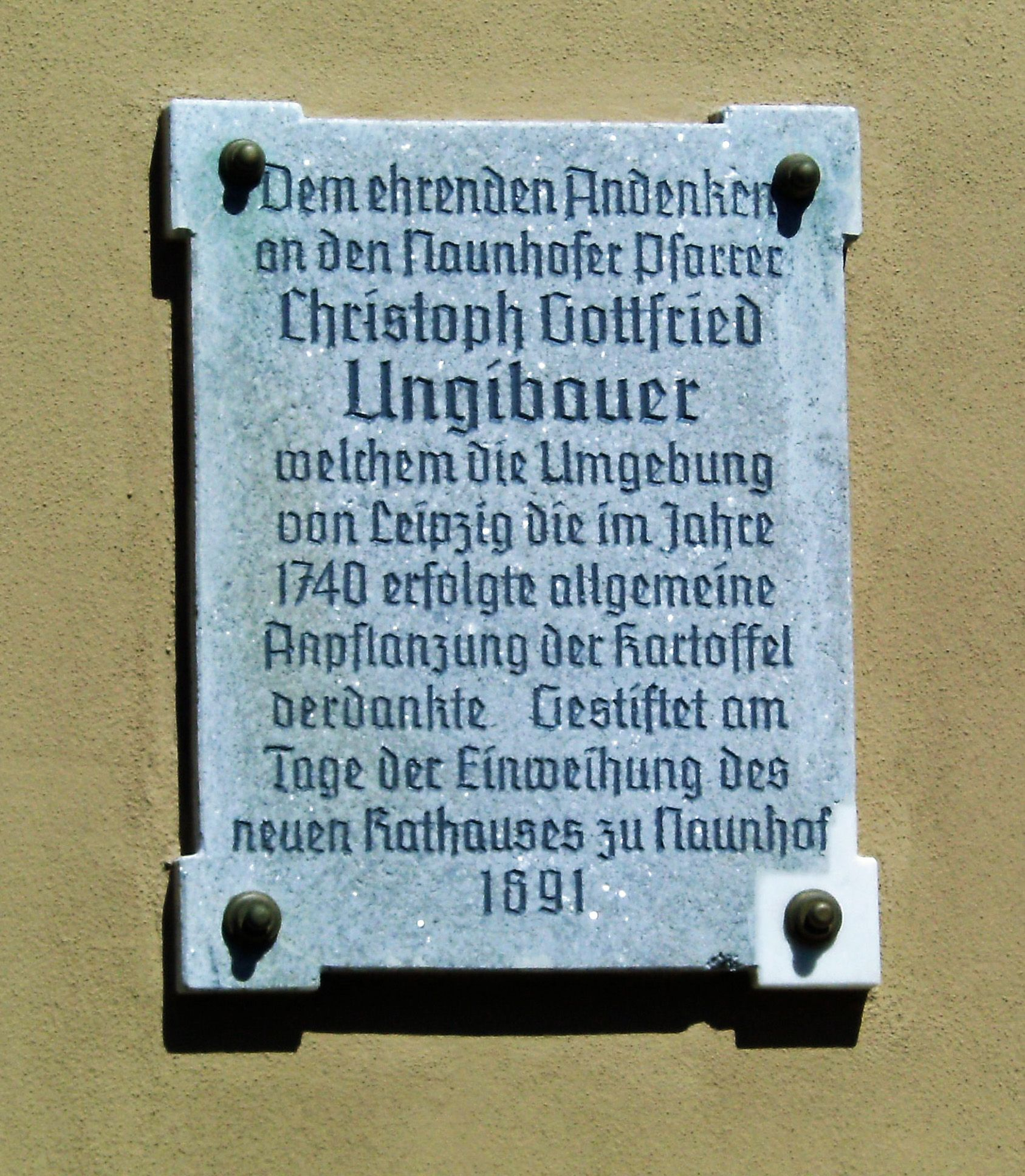
Gedenktafel in Naunhof
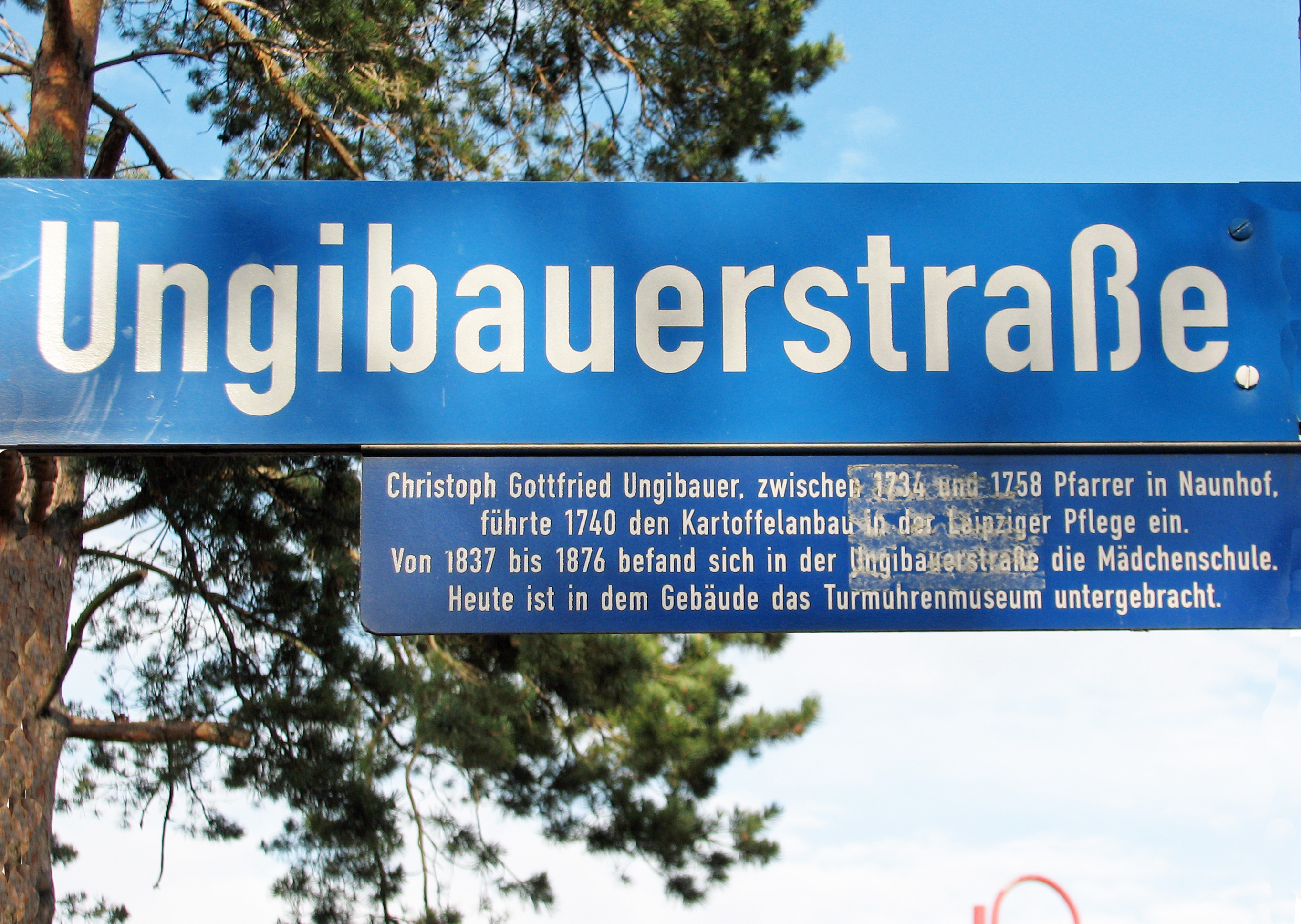
Straßenschild in Naunhof

- Am Pfarrhaus gegenüber der Stadtkirche Naunhof erinnert eine Gedenktafel aus dem Jahr 1891 an den „Kartoffel-Pfarrer“ mit dieser Inschrift: „Dem ehrenden Andenken an den Naunhofer Pfarrer Christoph Gottfried Ungibauer, welchem die Umgebung von Leipzig die im Jahre 1740 erfolgte allgemeine Anpflanzung der Kartoffel verdankte“.
- In Naunhof gibt es nahe dem Pfarrhaus die Ungibauerstraße.
- In der Stadtkirche Naunhof ist seit 2017 eine geschnitzte und kolorierte Porträtbüste von Christoph Gottfried Ungibauer zu sehen (geschaffen vom Holzbildhauer Günther Schumann, Naunhof).
- In Naunhof und in Machern gab es zu Ungibauers Ehre und Gedenken lange Zeit regelmäßige Kartoffelfeste.[4]

## Varia
- Die ersten dokumentierten Veränderungen sowohl am Baukörper als auch an der Inneneinrichtung der Kirche Klinga erfolgten zwischen 1728 und 1744 in der Amtszeit des auch für Klinga zuständigen Naunhofer Pfarrers Christoph Gottfried Ungibauer.